# Marcetelli
Marcetelli (Marcitèlli in dialetto locale) è un comune italiano di 52 abitanti della provincia di Rieti, nel Lazio. Per numero di abitanti è il più piccolo comune del Lazio e tra più piccoli d'Italia.

## Geografia fisica

### Territorio
Il paese, situato a 930 m s.l.m. tra i monti della regione storico-geografica del Cicolano, è circondato dalle vette dei monti La Cimata (1154 m s.l.m.), Colle Ciccia (1102 m s.l.m.), Colle Calende (1055 m s.l.m.) e Pietriboni (976 m s.l.m.) situati a ridosso della riserva naturale Monte Navegna e Monte Cervia. Domina dall'alto il lago del Salto, bacino artificiale realizzato nell'omonima valle nel 1940. Confina con i territori comunali di Ascrea, Collalto Sabino, Collegiove, Paganico Sabino, Pescorocchiano e Varco Sabino, tutti situati in provincia di Rieti.

## Storia

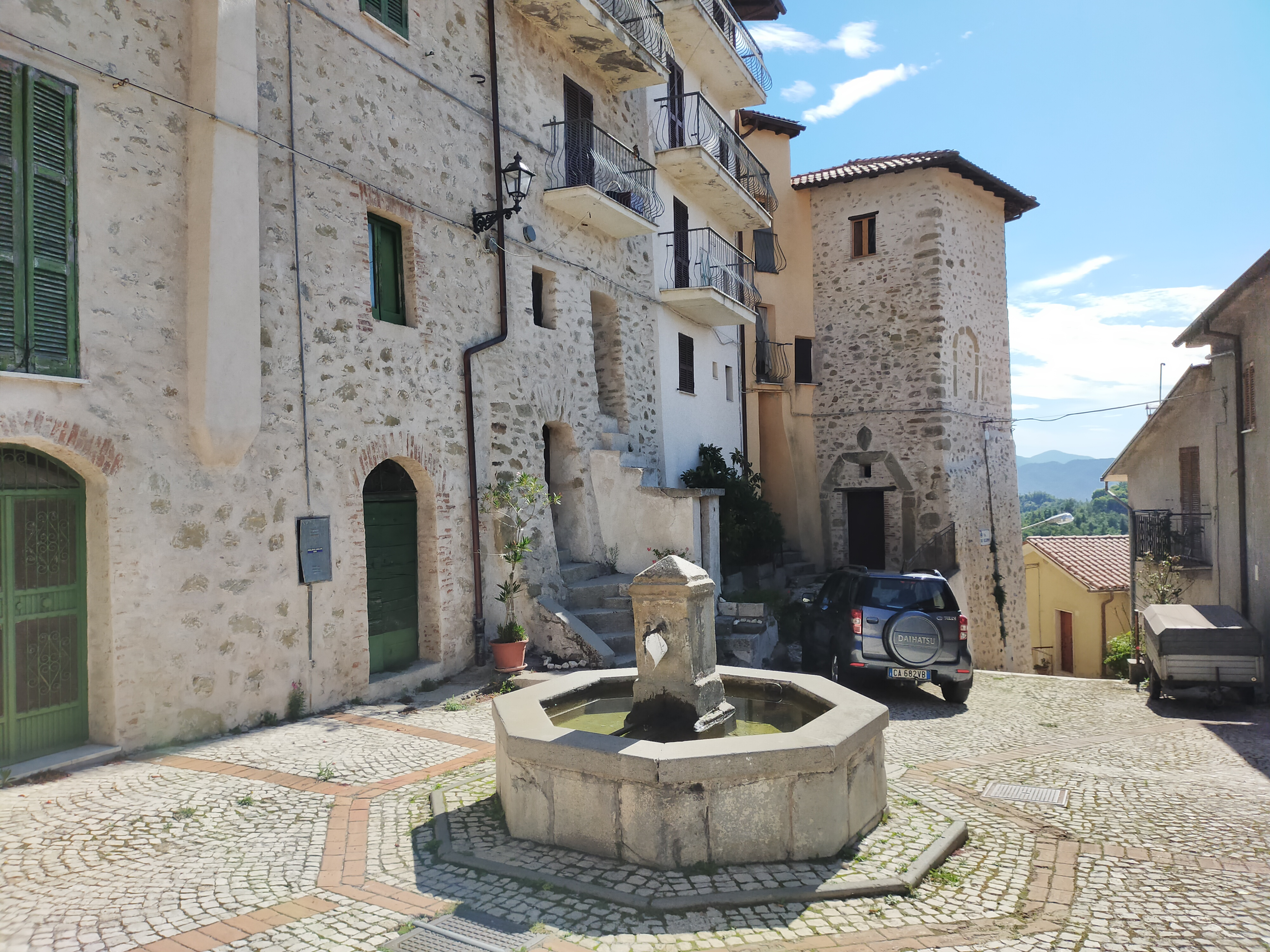
Piazza della Porta con la fontana ottagonale

Tradizionalmente il poleonimo Marcetelli deriverebbe dalla locuzione latina Marsorum tellus, ovvero terra dei conti dei Marsi. 
Il territorio in cui è situato il borgo contemporaneo era anticamente posto nella Res publica Aequiculanorum, lungo il tracciato dell'originaria via Equicolana, antica strada parallela per lunghi tratti al corso del fiume Salto che collegava la città sabina di Reate ai territori degli Equicoli e dei Marsi.
Il nucleo abitato, edificato durante l'incastellamento medievale, si sviluppò inizialmente intorno alla pieve di Santa Maria de Massitello, nota successivamente come Santa Maria de Ilicis (nome acquisito probabilmente a causa dell'ampia diffusione in zona di lecci), infine come Santa Maria in Villa. 
Con ogni probabilità, la fortificazione originaria del Castrum Marcetelli, venne fatta edificare nel XII secolo dalla nobile famiglia Mareri, che governò per un lungo periodo il feudo della baronia di Collalto e la contea di Mareri, nota anche come "contea di Cicoli". Il castello, di cui restano visibili poche tracce, era situato in posizione geografica strategica e in allineamento visivo con le analoghe strutture militari dell'area come i castelli di Girgenti e Rigatti. 
Il paese, incluso nello Stato della Chiesa, in alcuni periodi fu annesso al Regno di Napoli. Nel 1578 diverse famiglie di Marcetelli accettarono l'invito del cardinale e vescovo Flavio Orsini di stabilirsi nella tenuta di Montefalco, possedimento degli Orsini, fondando il paese di Monteflavio. La signoria dei Mareri nel borgo della valle del Salto si protrasse fino al 1655 con alterne vicende; ad essi fecero seguito i Barberini possessori del feudo fino all'eversione feudale avvenuta nei primi anni dell'Ottocento.
Anche Marcetelli fu interessata dal brigantaggio, in particolare dopo l'Unità d'Italia quando come tutta la valle del Salto fu al centro delle tragiche vicende del brigantaggio postunitario della banda di Cartòre e del capobanda Berardino Viola. Dal 1863 fece parte del mandamento di Orvinio e del circondario di Rieti nella provincia umbra di Perugia; nel 1923 il comune fu aggregato alla provincia di Roma e alla Regione Lazio, infine nel 1927 alla istituenda provincia di Rieti.

## Monumenti e luoghi d'interesse

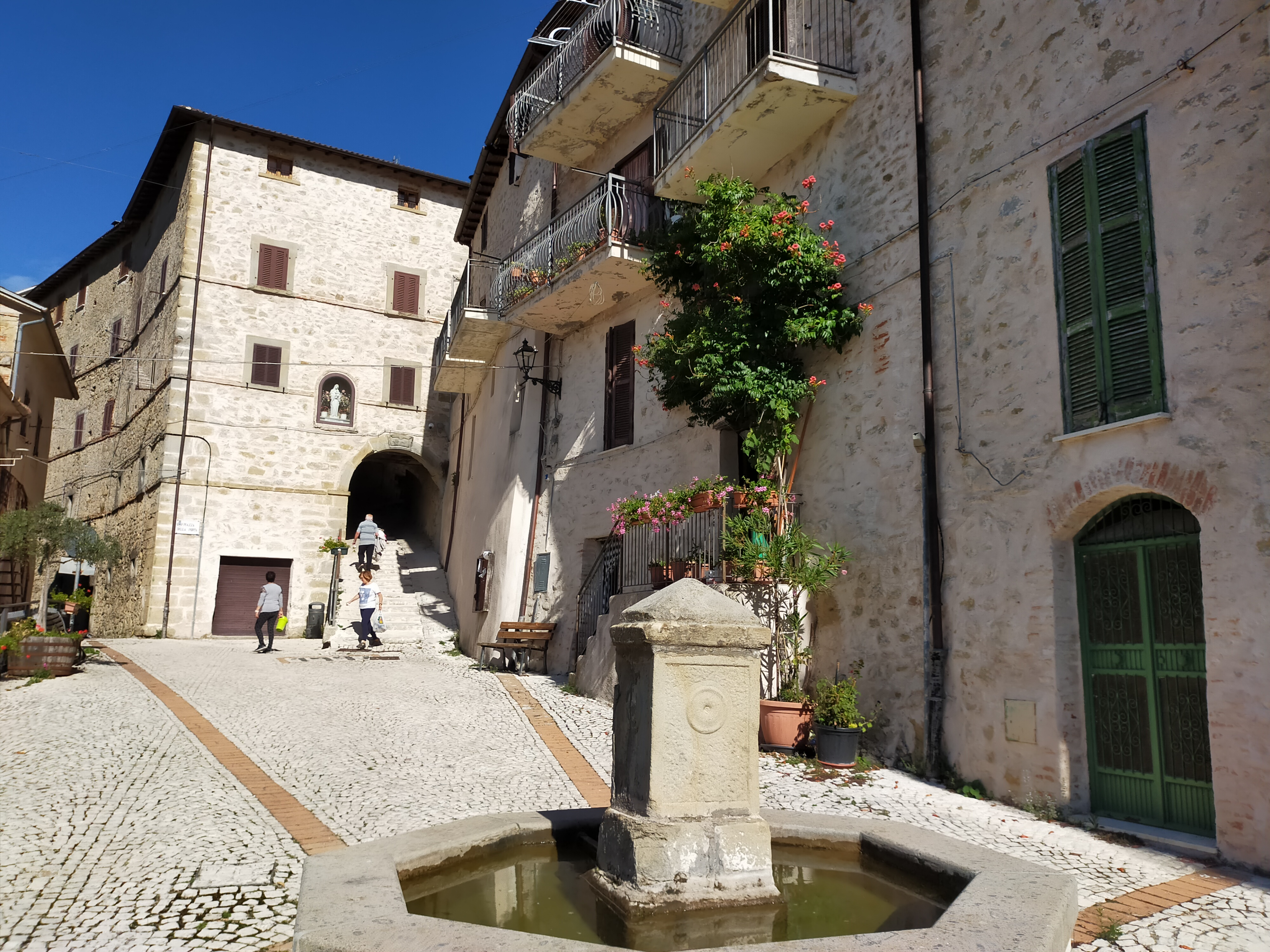
Piazza della Porta

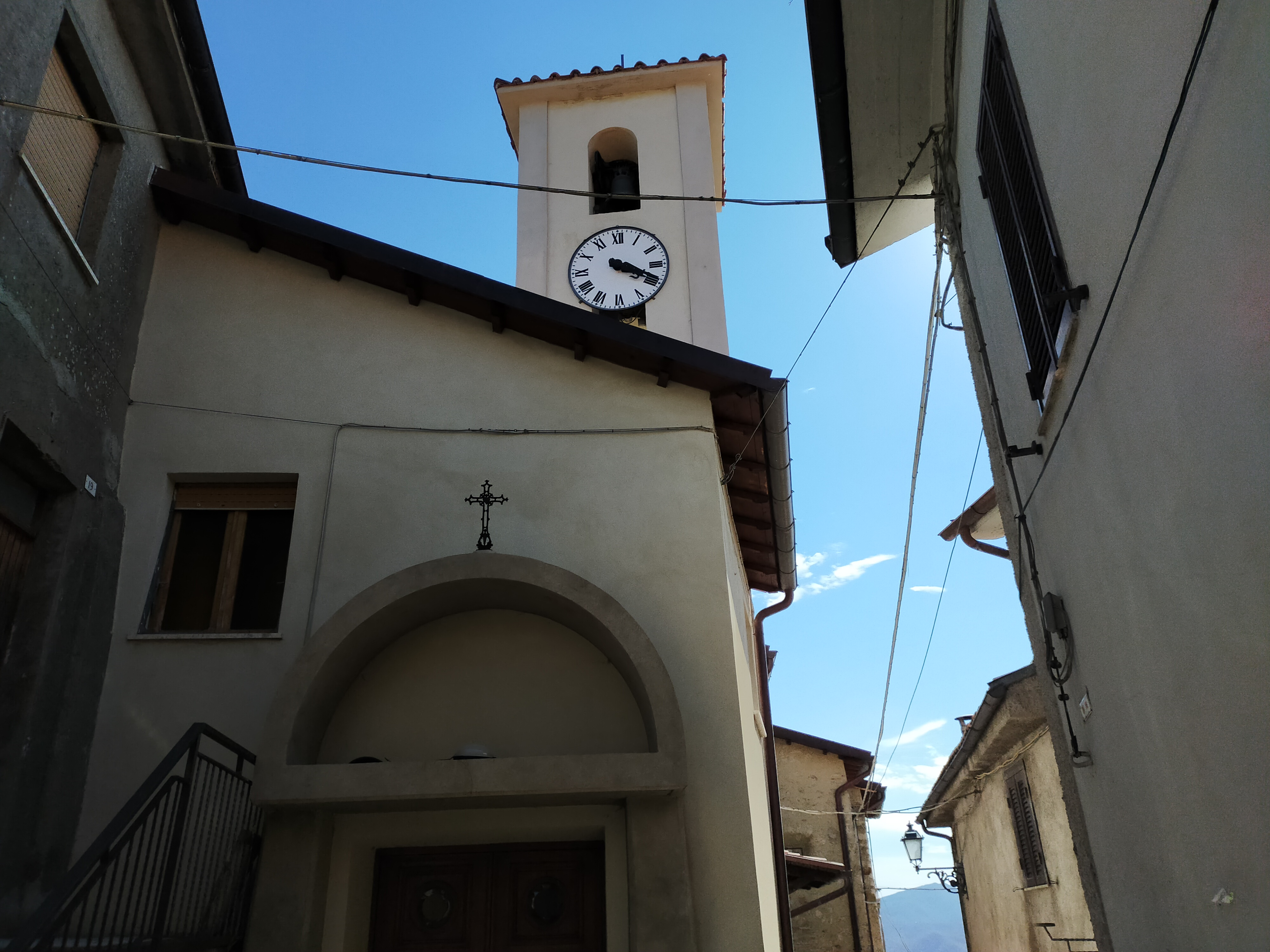
Chiesa di San Venanzio

### Architetture religiose
- Chiesa parrocchiale di San Venanzio martire, antico edificio di culto situato nel centro storico. Danneggiato più volte da calamità naturali come i terremoti è stato più volte sottoposto a restauro. Presenta linee artistiche e architettoniche settecentesche.
- Chiesa di San Rocco, chiesa risalente al XV secolo.
- Chiesa di Santa Lucia, edificata nel XIII secolo.
- Chiesa antica di Santa Maria in Villa, nell'abside conserva un ciclo di affreschi del Cinquecento.
- Chiesetta rurale di Santa Maria.
- Cappella della Santissima Trinità[14][15].

### Architetture civili
- Palazzo Barberini[16].
- Palazzo Cavallari[16].
- Residenza estiva della famiglia Mareri con antico stemma nobiliare in pietra.

### Monumenti
- Fontana ottagonale.

### Aree naturali
- Riserva naturale Monte Navegna e Monte Cervia.
- Gola dell'Obito[17].
- Quercia secolare di Marcetelli, localmente detta "Cerquabella".
- Sentiero lago del Salto-lago del Turano[15].

## Società

### Evoluzione demografica
Abitanti censiti

### Tradizioni e folclore
Ogni anno, il 18 maggio, si festeggia il santo patrono del paese san Venanzio martire.

## Cultura
Nel centro storico è collocato il museo delle attività rurali e la storica "bottega del Cerchiaro", dove vengono realizzate le botti, i tini e i bigonci utilizzando perlopiù il legno di castagno.

## Infrastrutture e trasporti

### Strade
La strada provinciale 29 collega il territorio ad altre strade provinciali connesse alla strada statale 578 Salto Cicolana, via di collegamento interregionale tra Rieti ed Avezzano. L'arteria provinciale collega Marcetelli con le frazioni di Varco Sabino e Pescorocchiano e con i comuni di Collegiove e Collalto Sabino.

## Amministrazione
Nel 1923 passò dalla provincia di Perugia in Umbria, alla provincia di Roma nel Lazio, e nel 1927, a seguito del riordino delle circoscrizioni provinciali stabilito dal regio decreto Nº 1 del 2 gennaio 1927, quando venne istituita la provincia di Rieti, Marcetelli passò a quella di Rieti.
Sul sito del Ministero dell'interno sono disponibili i dati di tutte le elezioni amministrative di Marcetelli dal 1985 ad oggi.
| Periodo | Periodo | Primo cittadino       | Partito               | Carica                    | Note                           |
| ------- | ------- | --------------------- | --------------------- | ------------------------- | ------------------------------ |
| 1993    | 1997    | Giulio Arcesi         | Democrazia Cristiana  | Sindaco                   |                                |
| 1997    | 1999    | Sergio Tolomei        | Lista civica          | Sindaco                   | Dimesso                        |
| 1999    | 1999    | Paolo Giovanni Grieco |                       | Commissario prefettizio   |                                |
| 1999    | 2000    | Paolo Giovanni Grieco |                       | Commissario straordinario |                                |
| 2000    | 2005    | Sergio Tolomei        | Lista civica          | Sindaco                   |                                |
| 2005    | 2010    | Sergio Tolomei        | Lista Civica          | Sindaco                   |                                |
| 2010    | 2015    | Daniele Raimondi      | Lista civica          | Sindaco                   |                                |
| 2015    | 2020    | Daniele Raimondi      | Lista civica Il Ponte | Sindaco                   | 2º mandato                     |
| 2020    | 2025    | Daniele Raimondi      | lista civica Il Ponte | Sindaco                   | Deceduto durante il 3º mandato |

### Altre informazioni amministrative
- Fa parte della Comunità montana Salto Cicolano.

### Gemellaggi
- Monteflavio[10]